# Eiweißlasur
Eiweißlasur ist eine auf Farbpigmenten und auf tierischem Eiweiß (meist Hühnereiweiß, manchmal Kuhmilch) als Bindemittel basierende, nach der Trocknung durchscheinende (nicht voll deckende) Farbe, die früher vor allem zum Kolorieren von Schwarzweißfotos und zur Retusche (insbesondere zum „Ausflecken“) angewandt wurde.
Die Gelatine des Fotopapiers ist in der Lage, die gelösten Farbstoffanteile der Eiweißlasurfarben vollständig aufzunehmen. Dadurch „verschmilzt“ die Farbe mit der Gelatine-Beschichtung des Fotopapiers so, dass der Farbauftrag nach der Trocknung kaum mehr auszumachen ist. Wegen ihres geringeren Pigmentanteils sind Eiweißlasurfarben weniger lichtecht als beispielsweise Gouache-Farben. Wegen ihrer geringeren Deckkraft eignen sie sich zwar zum Ausflecken heller und mittlerer Grautöne, aber für das Ausflecken tiefer Schwärzen ist Gouache-Farbe oder Tusche besser geeignet als Eiweißlasurfarbe, der es an der nötigen Enddichte mangelt. Eiweißlasurfarben können nicht nur auf Papierabzügen, sondern auch auf Diapositiven angewandt werden. Gelegentlich werden Eiweißlasurfarben auch in der Malerei verwendet, etwa von Rainer Weingärtner und von Alfred Pauletto.